# 棄権
棄権（きけん）とは、何かの物事に対する自分の権利を放棄・破棄すること。主に、選挙において有効な投票を行わないことや、大会などの行事に参加を表明した上で開始前・開催中に参加を取りやめる場合をいう。

## 概説

### 選挙・政治
選挙権は一般に有権者が行使可能な権利とされており、権利としての性質から行使しないことができる。選挙における棄権には、そもそも投票に参加しないことのみの狭義の棄権と、投票に参加しつつ意図的に白票などの無効票を投じる場合を含む広義の棄権がある。
議会のうち日本の国会などでは、法的には議長にも投票権があるにも拘らず、慣例として議長は投票しない（可否同数の場合は議長決裁権を行使する）。
公職選挙においては投票を義務とする義務投票制を設け、狭義の棄権に対して罰金や一定期間投票権停止などのペナルティを課している国も存在する（例、オーストラリア）。また一党独裁制やヘゲモニー政党制の社会では、反対票を投じることと同様に棄権も体制への不服表明とみなされ、棄権者が当局や社会から不利益な扱いを受ける恐れがあることから、法的な投票義務があるか否かを問わず100％に極めて近い投票率が記録される。
右翼や新左翼の中には、反議会主義の立場から棄権を呼びかける場合がある。外山恒一は政見放送で「どうせ選挙じゃ何も変わらないんだよ」と訴えた。また、一院制を支持する者は上院（日本における参議院など）のみについて棄権を訴えることがある。例えば大日本愛国党総裁だった赤尾敏は、参議院不要論の立場から自ら参院選に出馬した際も自身には投票せず棄権するよう呼びかけた。

### スポーツ
スポーツなどで棄権というと、よく陸上競技や採点競技などで使われる。例としてフィギュアスケートなどでショートプログラム出場後、怪我や体の変調などにより、競技を取り止めることを棄権と表記またはアナウンスされる場合が多い。チームで争う競技では、参加権を持っているのがチームであり、選手交代によって試合継続が可能なため、アクシデントによる棄権というのはあまり見られないが絶無ではなく（選手が規定人数を割ってしまう、たとえば野球なら9人ぎりぎりのチームに故障者が出た場合など）、判定に対する不満などから試合続行を拒否する場合もある。詳しくは没収試合の項を参照のこと。
陸上競技の場合、トラック種目では競技中に突然故障を発生し、ゴールラインを越える手前で、競技員や関係者などに手をかけられた瞬間に、棄権となる。いくら故障を発生しても、ゴールラインを手をかけられずに越えた場合は棄権とはならない。マラソンや駅伝の場合、よく「沿道の人が選手に手を触れたらその選手は即棄権となる」と言われるが、必ずしもそうとは言えない。一般的には、公道レースで、かつ競技場内に入っていない（または競技場を使わない）場合、マラソンや駅伝を主催する団体の競技員と記録員、及び当該選手の関係者（例えば、オリンピックの場合はその国のコーチや監督）の合意がなされた時点で棄権となる。もちろん、マナー上沿道から選手に触れることは競技妨害であるので、絶対にしてはいけないが、たまたま運悪く選手に触れてしまったとしても、その選手は棄権となることはありえない。なお、明らかに選手に有利に働くような触れ方（例えば手助けなど）をした場合は、主催者の判断で棄権（というよりも失格と言った方が正しい）となる。
モータースポーツの世界では、クラッシュしたあと、マシンが走行不能ないし、ドライバーが競技続行不可能とチームが判断した場合は、大体リタイヤと言われる。もちろん広義の上では棄権だが、日本語では区別するためかリタイヤと表記される場合が多い。但し、レース前にマシンやドライバーに何らかの異常が発生した場合は、棄権と表記されることが多い。レース中の悪質な違反行為や、マシンの違反改造などが発覚した場合は棄権ではなく、失格である (但し、競技会によっては失格・敗退のことを棄権・リタイヤと表記することもある)。
スポーツの世界でとかく棄権ということがクローズアップされるのが、団体競技、日本では特に駅伝競走である。正月恒例の東京箱根間往復大学駅伝競走（箱根駅伝）では、棄権するまでの過程がテレビ中継されることが多く、棄権校が出た大会後は選手への健康管理について議論される。駅伝の場合、途中で棄権してしまうと、そこで記録が途切れてしまうため、選手は故障を起こしても何とか記録だけは繋ごうと、中継所やゴールを目指して痛々しく向かう。監督やコーチなども選手を必死に止めようとするが、選手側はここで自分が棄権してしまっては、襷を繋いできた前の選手やこの後襷を引き継いでいく後続の選手達のことを考え、絶対に棄権するとは言わない。大概の場合は、主催者や記録員、所属チームの関係者3者の合意の上で選手を止める。駅伝の棄権に関し、世論的に盛り上がったのは、1996年1月2日、第72回箱根駅伝往路4区で神奈川大学の選手と山梨学院大学の選手が棄権した際、特に後者の場合は中継車が選手の異常発生から棄権までを完全に追っていたため、「何故早く止めなかった」と論争を呼んだ。監督はすぐに止めようとしたが、先の理由から選手の意志が固くなかなか止められなかった。
ボクシングなど、一部格闘技にも、あまりにも一方的な展開でレフェリーから試合を止められそうな場合、アクシデントで重傷を負った場合などは陣営からタオルを投入する、インターバル中に降参、または試合続行する意思がないことをレフェリーに伝えるなどして棄権し、試合を終わらせる権利を認められているものもある。しかし、これらの行為を行うと棄権しなかった側が棄権した側をノックアウトしたという結果で試合終了となってしまうため、原則として最後の手段で用いられる。
大相撲で、取組中の怪我等により物言い取り直しや水入り後の再開の相撲を棄権することがあるが、この場合は棄権しなかった側に不戦勝が付く。1939年（昭和14年）1月場所11日目の鏡岩と磐石の一戦では、水入り二番後取り直しの大相撲になったとき、疲労から棄権の申し出をした鏡岩（当時36歳）に対して、磐石も不戦勝を承諾せず、両者棄権となって不戦敗が記録された。
競馬においては競走中に落馬・故障が発生して棄権した場合、「競走中止」となるが、競走前の故障や放馬・カンパイでの疲労による棄権は「競走除外」となる。なお、競走中止が発生した場合、審議が発生する。2001年のダービー卿チャレンジトロフィーにおいてシンボリインディがスタート前に発馬機のゲートをくぐってしまい骨折、競走除外となりそのまま予後不良となった。2008年のエリザベス女王杯にてポルトフィーノがスタート直後落馬となり競走中止になったにもかかわらずカラ馬の状態で1着入線しており、史上初のGIでカラ馬が1着入線という出来事があった。
なお、スポーツ競技での棄権には「DNS」（Did Not Start、棄権、欠場）、「DNF」（Did Not Finish、途中棄権、または記録なし）、「DSQ」（Disqualified、失格）、「WD」（
Withdrawn、棄権、出場取り消し）といった略語・略号が用いられる。競馬の場合は競走中止の場合「中止」・「止」、競走除外の場合「除外」の略語・略号となる。

### 囲碁・将棋
囲碁や将棋においては、敗北を認めて対局を終わらせる投了という手続きがあり、病気等での対局不能の際も自分の手番であれば投了するため棄権の例は少ない。たとえば将棋棋士の真部一男の絶局は不利でも何でもない局面での「考えている手を指した場合に予想される相手の長考に自分の体力が耐えられない」という理由での投了であった。ただし絶無ではなく、1982年の囲碁名人戦リーグの坂田栄男-島村俊廣戦で、坂田の手番で島村が脳出血で倒れる（復帰できないまま1991年死去）という事件があったときの立会人の裁定は「坂田が次の手を打ったところで島村の棄権負け」であった（秋山賢司「囲碁とっておきの話」文春文庫、1994年）。